# 52
| 52                 |
| ------------------ |
| Dødsfald - Fødsler |
|                    |

| Gregoriansk kalender | 52 LII                  |
| Ab urbe condita      | 805                     |
| Armensk kalender     | I/T                     |
| Kinesiske kalender   | 2748 – 2749 辛亥 – 壬子 |
| Etiopisk kalender    | 44 – 45                 |
| Jødisk kalender      | 3812 – 3813             |
| Hindukalendere       |                         |
| - Vikram Samvat      | 107 – 108               |
| - Shaka Samvat       | N/A                     |
| - Kali Yuga          | 3153 – 3154             |
| Iransk kalender      | 570 BP – 569 BP         |
| Islamisk kalender    | 588 BH – 587 BH         |

Se også 52 (tal)

## Begivenheder
- Paulus ankommer til Korinth, og grundlægger den første græske menighed.